# HD 194013
 (décembre 2024).
Si vous disposez d'ouvrages ou d'articles de référence ou si vous connaissez des sites web de qualité traitant du thème abordé ici, merci de compléter l'article en donnant les références utiles à sa vérifiabilité et en les liant à la section « Notes et références ».
Désignations
HD 194013 est une géante jaune de magnitude 5,3 située dans la constellation de l'Aigle. Elle se trouve à environ 247 années-lumière de la Terre.

## Observation
C'est une étoile située dans l'hémisphère nord céleste, mais très proche de l'équateur céleste. Cela signifie qu'elle peut-être observée sans aucune difficulté depuis toutes les régions habitées de la Terre et qu'elle n'est invisible que dans les zones les plus intérieures de l'Antarctique. Dans l'hémisphère nord, cependant, elle n'apparaît circumpolaire que bien au-delà du cercle arctique. Sa magnitude de 5,3 signifie qu'elle ne peut-être vu qu'avec un ciel nocturne suffisamment exempt des effets de la pollution lumineuse.
Le meilleur moment pour l'observer dans le ciel nocturne se situe entre fin juin et novembre. Dans les deux hémisphères, la période de visibilité reste à peu près la même, grâce à la position de l'étoile non loin de l'équateur céleste.

## Caractéristiques
L'étoile est une géante jaune. Elle a une magnitude absolue de 0,91 et sa vitesse radiale indique que l'étoile se rapproche du Système solaire.